# Osa Massen

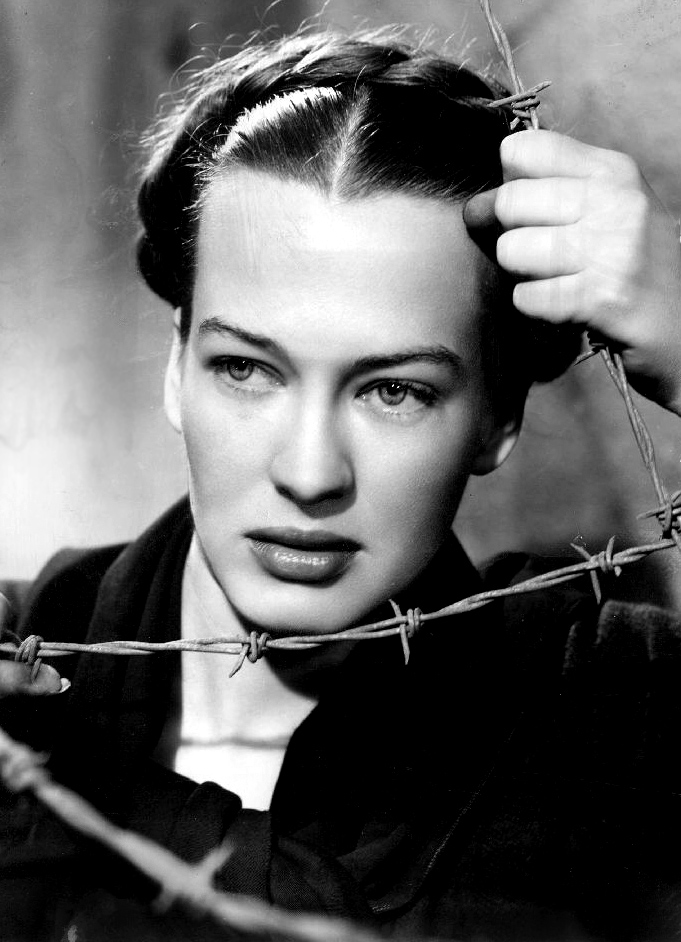
Osa Massen, reklambild 1944.

Osa Massen, född Aase Madsen 13 januari 1914 i Köpenhamn, Danmark, död 2 januari 2006 i Santa Monica, Kalifornien, USA, var en dansk skådespelare som 1941 blev amerikansk medborgare. Efter bara två filmer i Danmark reste hon till Hollywood 1938 och medverkade i filmer och TV-serier fram till 1962. Hon hade bland annat en stor biroll i den amerikanska versionen av En kvinnas ansikte 1941.

## Filmografi
- 1935 – Kidnapped
- 1935 – Bag Københavns kulisser
- 1939 – Smekmånad på Bali
- 1941 – Smekmånad för tre
- 1941 – Bröllopsdansen
- 1941 – En kvinnas ansikte
- 1943 – Komplott i Ankara
- 1943 – Jack London
- 1946 – Den långa natten
- 1950 – Raketskeppet X-M
- 1958 – Perry Mason (TV-serie) (tre avsnitt 1958-1962)